# Campionati europei di windsurf 2010
I Campionati europei di windsurf 2010 sono stati la 5ª edizione della competizione. Si sono svolti a Sopot, in Polonia.

## Medagliere
| Pos.   | Nazione | Oro | Argento | Bronzo | Totale |
| ------ | ------- | --- | ------- | ------ | ------ |
| 1      | Spagna  | 1   | 0       | 0      | 1      |
| 1      | Israele | 1   | 0       | 0      | 1      |
| 3      | Italia  | 0   | 1       | 0      | 1      |
| 3      | Grecia  | 0   | 1       | 0      | 1      |
| 4      | Polonia | 0   | 0       | 2      | 2      |
| Totale | Totale  | 2   | 2       | 2      | 6      |

## Podi
| Evento    | Oro           | Argento          | Bronzo         |
| Maschile  | Shahar Zubari | Byron Kokkalanis | Piotr Myszka   |
| Femminile | Marina Alabau | Laura Linares    | Zofia Klepacka |